# بروس بيك
بروس بيك (بالإنجليزية: Bruce Beck)‏ هو صحفي أمريكي، ولد في 18 سبتمبر 1956 في ليفنجستون ‏ في الولايات المتحدة.